# Aire urbaine de Saint-Junien
L'aire urbaine de Saint-Junien est une aire urbaine française centrée sur la ville de Saint-Junien, dans le département de la Haute-Vienne, en région Nouvelle-Aquitaine.
Depuis 2020, elle est fondue dans l'aire d'attraction de Limoges.

## Caractéristiques
D'après la définition qu'en donne l'INSEE, l'aire urbaine de Saint-Junien est composée de 2 communes, situées dans la Haute-Vienne. Sa population est de 12 430 habitants en 2014.
Une seule commune de l'aire urbaine est un pôle urbain.
Le tableau suivant détaille la répartition de l'aire urbaine sur le département :
| Département  | Communes | Communes (%) | Superficie (km²) | Superficie (%) | Population (2014) | Population (%) |
| ------------ | -------- | ------------ | ---------------- | -------------- | ----------------- | -------------- |
| Haute-Vienne | 2        | 1,0          | 72               | 1,3            | 12 430            | 3,3            |

## Composition
Voici la liste des communes de l'aire urbaine de Saint-Junien :
| Nom                 | Code Insee | Statut | Superficie (km2) | Population (dernière pop. légale) | Densité (hab./km2) |
| ------------------- | ---------- | ------ | ---------------- | --------------------------------- | ------------------ |
| Chaillac-sur-Vienne | 87030      |        | 15,14            | 1 253 (2022)                      | 83                 |
| Saint-Junien        | 87154      |        | 56,82            | 11 382 (2022)                     | 200                |

## Évolution démographique
| 1968   | 1975   | 1982   | 1990   | 1999   | 2009   | 2014   |
| ------ | ------ | ------ | ------ | ------ | ------ | ------ |
| 11 872 | 11 776 | 11 579 | 11 502 | 11 617 | 12 632 | 12 430 |